# Dicky Palyama
Dicky Palyama (* 26. März 1978 in Gouda, Niederlande) ist ein niederländischer Badmintonnationalspieler.
Nach vier niederländischen Juniorentiteln gewann er 1997 die Junioreneuropameisterschaft im Herreneinzel. 1997 siegte er bei den Welsh International, und ab 2000 entwickelte er sich zum Serieneinzelmeister in den Niederlanden. Bis 2007 gewann er dort alle Titel. 2002 siegte er international bei den Spanish International, 2003 bei den Bitburger Open. 2007 stieß er mit seinem Team BC Amersfoort nach einem Sieg über CB Rinconada in das Finale in Amersfoort um den Europa-Cup vor. Zusammen mit Lotte Bruil, Yao Jie, Larisa Griga, Chris Bruil und Eric Pang unterlagen sie dort NL Primorje. Bei der WM 2007 war er neben Przemysław Wacha, Peter Gade und Kenneth Jonassen der einzige Europäer im Achtelfinale des Herreneinzels. 2009 siegte er bei den Dutch International.

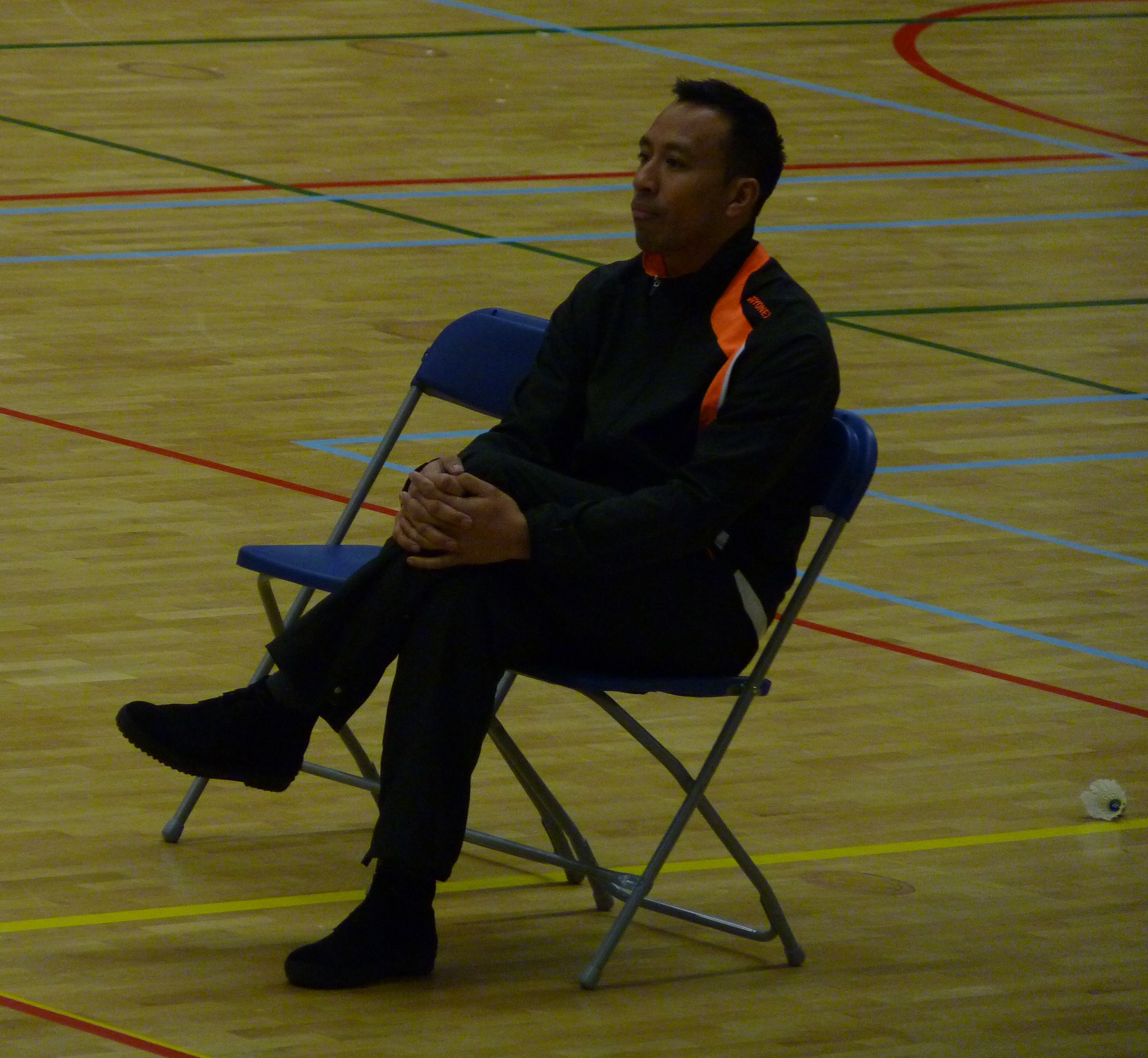
Coach Dicky Palyama

## Sportliche Erfolge
| Saison | Veranstaltung                                   | Disziplin    | Platz | Name                             |
| ------ | ----------------------------------------------- | ------------ | ----- | -------------------------------- |
| 1994   | Niederlande: Einzelmeisterschaften der Junioren | Herreneinzel | 1     | Dicky Palyama                    |
| 1996   | Niederlande: Einzelmeisterschaften der Junioren | Herreneinzel | 1     | Dicky Palyama                    |
| 1996   | Niederlande: Einzelmeisterschaften der Junioren | Mixed        | 1     | Dicky Palyama / Lotte Jonathans  |
| 1996   | Niederlande: Einzelmeisterschaften der Junioren | Herrendoppel | 1     | Dicky Palyama / Donovan Cuntapay |
| 1997   | Junioren-Europameisterschaft                    | Herreneinzel | 1     | Dicky Palyama                    |
| 1997   | Welsh International                             | Herreneinzel | 1     | Dicky Palyama                    |
| 1999   | Weltmeisterschaft                               | Herreneinzel | 17    | Dicky Palyama                    |
| 2000   | Niederlande: Einzelmeisterschaften              | Herreneinzel | 1     | Dicky Palyama                    |
| 2001   | Niederlande: Einzelmeisterschaften              | Herreneinzel | 1     | Dicky Palyama                    |
| 2002   | Niederlande: Einzelmeisterschaften              | Herreneinzel | 1     | Dicky Palyama                    |
| 2002   | Spanish International                           | Herreneinzel | 1     | Dicky Palyama                    |
| 2003   | Badminton Open Saarbrücken                      | Herreneinzel | 1     | Dicky Palyama                    |
| 2003   | Niederlande: Einzelmeisterschaften              | Herreneinzel | 1     | Dicky Palyama                    |
| 2003   | Weltmeisterschaft                               | Herreneinzel | 17    | Dicky Palyama                    |
| 2004   | Niederlande: Einzelmeisterschaften              | Herrendoppel | 1     | Dicky Palyama / Chris Bruil      |
| 2004   | Niederlande: Einzelmeisterschaften              | Herreneinzel | 1     | Dicky Palyama                    |
| 2005   | Niederlande: Einzelmeisterschaften              | Herreneinzel | 1     | Dicky Palyama                    |
| 2006   | Niederlande: Einzelmeisterschaften              | Herreneinzel | 1     | Dicky Palyama                    |
| 2007   | Niederlande: Einzelmeisterschaften              | Herreneinzel | 1     | Dicky Palyama                    |
| 2008   | Russian Open                                    | Herreneinzel | 1     | Dicky Palyama                    |
| 2009   | Dutch International                             | Herreneinzel | 1     | Dicky Palyama                    |
| 2009   | Dutch Open                                      | Herreneinzel | 1     | Dicky Palyama                    |
| 2009   | Polish International                            | Herreneinzel | 1     | Dicky Palyama                    |
| 2010   | Strasbourg Masters                              | Herreneinzel | 1     | Dicky Palyama                    |
| 2012   | Dutch International                             | Herreneinzel | 3     | Dicky Palyama                    |